# Світове гран-прі з волейболу
Світовий Гран-прі з волейболу — офіційний і найбільший комерційний турнір для жіночих національних волейбольних збірних, що проводять щорічно з 1993 року під егідою Міжнародної федерації волейболу (FIVB). Аналогічний за значущістю турнір серед чоловічих команд — Світова ліга.

## Система розіграшу
З 2013 року в змаганнях беруть участь 20 команд (з 2011 року — 16, у 1994 і 2003—2010 роках — 12, в інших — 8) від усіх континентальних конфедерацій. Склад чергового турніру визначають за підсумками Євроліги або відбіркових змагань (Європа), розіграшу Панамериканського Кубку (Північна і Південна Америка) і Кубку Азії (до 2008 року учасники від Азії визначалися за рейтингом збірних). Ряд команд допускають до участі в турнірі за рішенням FIVB.
Турнір складається з попереднього і фінального етапів. На попередньому етапі команди виступають за туровою системою. У кожному турі (всього їх три) команди ділять на четвірки і проводять у них одноколові турніри. Тури проходять у різних містах (переважно в Азії). Всі результати йдуть у загальний залік. Таким чином, на рахунку кожної збірної виявляється по 9 зіграних матчів до кінця попереднього раунду. За його підсумками у фінальний турнір виходять 5 збірних і господар фіналу. Система проведення фіналу в різні роки була різною. Останні п'ять розіграшів Гран-прі команди-фіналісти проводили одноколовий турнір. Переможець визначався за найбільшою кількістю набраних очок. У випадку рівності очок місця розподіляються за співвідношенням виграних та програних партій.
За підсумками минулих 23 розіграшів найбільше перемог на рахунку збірної Бразилії — 10. Збірна США ставала переможцем 6 разів. Збірна Росії ставала першою 3 рази.

## Призери
| Рік  | Місце проведення фінального турніру | 1-е місце  | 2-е місце | 3-є місце      |
| ---- | ----------------------------------- | ---------- | --------- | -------------- |
| 1993 | Гонконг                             | Куба       | КНР       | Росія          |
| 1994 | Шанхай                              | Бразилія   | Куба      | КНР            |
| 1995 | Шанхай                              | США        | Бразилія  | Куба           |
| 1996 | Шанхай                              | Бразилія   | Куба      | Росія          |
| 1997 | Кобе                                | Росія      | Куба      | Південна Корея |
| 1998 | Гонконг                             | Бразилія   | Росія     | Куба           |
| 1999 | Юйси                                | Росія      | Бразилія  | КНР            |
| 2000 | Маніла                              | Куба       | Росія     | Бразилія       |
| 2001 | Макао                               | США        | КНР       | Росія          |
| 2002 | Гонконг                             | Росія      | КНР       | Німеччина      |
| 2003 | Андрія, Матера, Джоя-дель-Колле     | КНР        | Росія     | США            |
| 2004 | Реджо-ді-Калабрія                   | Бразилія   | Італія    | США            |
| 2005 | Сендай                              | Бразилія   | Італія    | КНР            |
| 2006 | Реджо-ді-Калабрія                   | Бразилія   | Росія     | Італія         |
| 2007 | Нінбо                               | Нідерланди | КНР       | Італія         |
| 2008 | Иокогама                            | Бразилія   | Куба      | Італія         |
| 2009 | Токіо                               | Бразилія   | Росія     | Німеччина      |
| 2010 | Нінбо                               | США        | Бразилія  | Італія         |
| 2011 | Макао                               | США        | Бразилія  | Сербія         |
| 2012 | Нінбо                               | США        | Бразилія  | Туреччина      |
| 2013 | Саппоро                             | Бразилія   | КНР       | Сербія         |
| 2014 | Токіо                               | Бразилія   | Японія    | Росія          |
| 2015 | Омаха                               | США        | Росія     | Бразилія       |
| 2016 | Бангкок                             | Бразилія   | США       | Нідерланди     |
| 2017 | Нанкін                              | Бразилія   | Італія    | Сербія         |

## Учасники
|                          | 93 | 94 | 95 | 96 | 97 | 98 | 99 | 00 | 01 | 02 | 03 | 04 | 05 | 06 | 07 | 08 | 09 | 10 | 11 | 12 | 13 | 14 | 15 | 16 | 17 |
| ------------------------ | -- | -- | -- | -- | -- | -- | -- | -- | -- | -- | -- | -- | -- | -- | -- | -- | -- | -- | -- | -- | -- | -- | -- | -- | -- |
| Австралія                | —  | —  | —  | —  | —  | —  | —  | —  | —  | —  | —  | —  | —  | —  | —  | —  | —  | —  | —  | —  | —  | 27 | 24 | 27 | 26 |
| Азербайджан              | —  | —  | —  | —  | —  | —  | —  | —  | —  | —  | —  | —  | —  | 10 | —  | —  | —  | —  | —  | —  | —  | —  | —  | —  | —  |
| Алжир                    | —  | —  | —  | —  | —  | —  | —  | —  | —  | —  | —  | —  | —  | —  | —  | —  | —  | —  | —  | —  | 20 | 28 | 27 | 28 | 32 |
| Аргентина                | —  | —  | —  | —  | —  | —  | —  | —  | —  | —  | —  | —  | —  | —  | —  | —  | —  | —  | 14 | 15 | 16 | 17 | 19 | 17 | 22 |
| Болгарія                 | —  | —  | —  | —  | —  | —  | —  | —  | —  | —  | —  | —  | —  | —  | —  | —  | —  | —  | —  | —  | 9  | 21 | 17 |    |    |
| Бельгія                  | —  | —  | —  | —  | —  | —  | —  | —  | —  | —  | —  | —  | —  | —  | —  | —  | —  | —  | —  | —  | —  | 6  | 10 |    |    |
| Бразилія                 | 4  | 1  | 2  | 1  | —  | 1  | 2  | 3  | 5  | 4  | 7  | 1  | 1  | 1  | 5  | 1  | 1  | 2  | 2  | 2  | 1  | 1  | 3  |    |    |
| Німеччина                | 8  | 10 | 8  | —  | —  | —  | —  | —  | 8  | 3  | 7  | 6  | 10 | —  | —  | 8  | 3  | 9  | 13 | 7  | 11 | 11 | 7  |    |    |
| Домініканська Республіка | —  | —  | —  | —  | —  | —  | —  | —  | —  | —  | —  | 12 | 11 | 8  | 11 | 9  | 11 | 8  | 12 | 12 | 10 | 13 | 12 |    |    |
| Італія                   | —  | 8  | —  | —  | 7  | 5  | 4  | 7  | —  | —  | 5  | 2  | 2  | 3  | 3  | 3  | —  | 3  | 7  | 10 | 5  | 10 | 5  |    |    |
| Казахстан                | —  | —  | —  | —  | —  | —  | —  | —  | —  | —  | —  | —  | —  | —  | 10 | 12 | —  | —  | 15 | —  | 17 | 24 | 26 |    |    |
| Канада                   | —  | —  | —  | —  | —  | —  | —  | —  | —  | —  | 11 | —  | —  | —  | —  | —  | —  | —  | —  | —  | —  | 19 | 18 |    |    |
| Кенія                    | —  | —  | —  | —  | —  | —  | —  | —  | —  | —  | —  | —  | —  | —  | —  | —  | —  | —  | —  | —  | —  | 25 | 21 |    |    |
| КНР                      | 2  | 3  | 4  | 4  | 5  | 4  | 3  | 4  | 2  | 2  | 1  | 5  | 3  | 5  | 2  | 5  | 5  | 4  | 8  | 5  | 2  | 5  | 4  |    |    |
| Колумбія                 | —  | —  | —  | —  | —  | —  | —  | —  | —  | —  | —  | —  | —  | —  | —  | —  | —  | —  | —  | —  | —  | —  | 23 |    |    |
| Куба                     | 1  | 2  | 3  | 2  | 2  | 3  | 5  | 1  | 4  | 7  | 11 | 4  | 4  | 4  | 7  | 2  | —  | —  | 11 | 6  | 19 | 20 | 25 |    |    |
| Мексика                  | —  | —  | —  | —  | —  | —  | —  | —  | —  | —  | —  | —  | —  | —  | —  | —  | —  | —  | —  | —  | —  | 26 | 28 |    |    |
| Нідерланди               | —  | 9  | —  | 7  | 6  | —  | 8  | —  | —  | —  | 4  | —  | 6  | —  | 1  | —  | 4  | 7  | —  | —  | 12 | 14 | 13 |    |    |
| Перу                     | —  | 11 | —  | —  | —  | —  | —  | —  | —  | —  | —  | —  | —  | —  | —  | —  | —  | —  | 16 | —  | —  | 18 | 22 |    |    |
| Польща                   | —  | —  | —  | —  | —  | —  | —  | —  | —  | —  | —  | 8  | 7  | 12 | 6  | 10 | 7  | 6  | 10 | 8  | 15 | 16 | 14 |    |    |
| Пуерто-Рико              | —  | —  | —  | —  | —  | —  | —  | —  | —  | —  | —  | —  | —  | —  | —  | —  | 10 | 11 | —  | 13 | 18 | 15 | 16 |    |    |
| Росія                    | 3  | 7  | 6  | 3  | 1  | 2  | 1  | 2  | 3  | 1  | 2  | 7  | —  | 2  | 4  | —  | 2  | —  | 4  | —  | 7  | 3  | 2  |    |    |
| Сербія                   | —  | —  | —  | —  | —  | —  | —  | —  | —  | —  | —  | —  | —  | —  | —  | —  | —  | —  | 3  | 11 | 3  | 8  | 8  |    |    |
| США                      | 7  | 6  | 1  | 5  | 8  | 8  | —  | 6  | 1  | 6  | 3  | 3  | 8  | 7  | 8  | 4  | 9  | 1  | 1  | 1  | 6  | 7  | 1  |    |    |
| Таїланд                  | —  | —  | —  | —  | —  | —  | —  | —  | —  | 8  | 9  | 10 | 12 | 11 | —  | 11 | 8  | 10 | 6  | 4  | 13 | 12 | 9  |    |    |
| Китайський Тайбей        | —  | 12 | —  | —  | —  | —  | —  | —  | —  | —  | —  | —  | —  | —  | 12 | —  | —  | 12 | —  | 16 | —  | —  | —  |    |    |
| Туреччина                | —  | —  | —  | —  | —  | —  | —  | —  | —  | —  | —  | —  | —  | —  | —  | 7  | —  | —  | —  | 3  | 8  | 4  | 11 |    |    |
| Хорватія                 | —  | —  | —  | —  | —  | —  | —  | —  | —  | —  | —  | —  | —  | —  | —  | —  | —  | —  | —  | —  | —  | 23 | 20 |    |    |
| Чехія                    | —  | —  | —  | —  | —  | —  | —  | —  | —  | —  | —  | —  | —  | —  | —  | —  | —  | —  | —  | —  | 14 | 22 | 15 |    |    |
| Південна Корея           | 5  | 5  | 5  | 6  | 3  | 6  | 6  | 5  | 7  | —  | 6  | 11 | 9  | 9  | —  | —  | 12 | —  | 9  | 14 | —  | 9  | —  |    |    |
| Японія                   | 6  | 4  | 7  | 8  | 4  | 7  | 7  | 8  | 6  | 5  | 9  | 9  | 5  | 6  | 9  | 6  | 6  | 5  | 5  | 9  | 4  | 2  | 6  |    |    |

## Медальний залік
| Місце | Країна         | Золото | Срібло | Бронза | Загалом |
| ----- | -------------- | ------ | ------ | ------ | ------- |
| 1     | Бразилія       | 12     | 5      | 2      | 19      |
| 2     | США            | 6      | 1      | 2      | 9       |
| 3     | Росія          | 3      | 6      | 4      | 13      |
| 4     | Куба           | 2      | 4      | 2      | 8       |
| 5     | КНР            | 1      | 5      | 3      | 9       |
| 6     | Нідерланди     | 1      | 0      | 1      | 2       |
| 7     | Італія         | 0      | 3      | 4      | 7       |
| 8     | Японія         | 0      | 1      | 0      | 1       |
| 9     | Сербія         | 0      | 0      | 3      | 3       |
| 10    | Німеччина      | 0      | 0      | 2      | 2       |
| 11    | Туреччина      | 0      | 0      | 1      | 1       |
| 11    | Південна Корея | 0      | 0      | 1      | 1       |